# Nelson Nadotti
Nelson José de Araújo Nadotti (Canoas, 15 de março de 1958) é um cineasta e autor de telenovelas brasileiro.

## Biografia
Formado em jornalismo pela PUC-RS, Nelson desde muito jovem começou a realizar filmes de curta-metragem em Super-8. Em Porto Alegre, foi um dos fundadores do Grupo de Cinema Humberto Mauro (1976-1980), na época o único cineclube do Brasil que só exibia filmes brasileiros, mas também um ativo grupo de realização de filmes em Super-8, exibidos e várias vezes premiados no Festival de Gramado.
Em 1981, juntamente com Giba Assis Brasil, realizou o longa-metragem em Super-8 Deu pra Ti Anos 70, premiado como melhor filme na categoria em Gramado e depois exibido para mais de 22 mil pessoas, um possível recorde para um filme feito na menor das bitolas cinematográficas.
Em 1982, tornou-se profissional de cinema ao mudar-se para o Rio de Janeiro, onde reside até hoje. Foi co-roteirista e assistente de direção de vários grandes cineastas brasileiros, como Arnaldo Jabor, Murilo Salles, Jorge Duran e Cacá Diegues, tendo sido também o autor do diário de filmagem do filme Quilombo, publicado em 1984 pela Editora Achiamé, do Rio de Janeiro. Ao mesmo tempo, continuou a realizar seus curtas-metragens, como A Voz da Felicidade, premiado como melhor curta no Festival de Gramado de 1987.
Em seguida passou a escrever para televisão, a princípio minisséries como A Madona de Cedro e Incidente em Antares (1994), mais tarde incorporando-se ao núcleo de autores de telenovelas da TV Globo.

## Carreira

### como roteirista / colaborador detelenovelas
| Ano  | Título                    | Escalação       | Parceiros Titulares              |
| ---- | ------------------------- | --------------- | -------------------------------- |
| 2023 | Terra e Paixão            | colaborador     | Walcyr Carrasco                  |
| 2021 | Verdades Secretas II      | colaborador     | Walcyr Carrasco                  |
| 2019 | A Dona do Pedaço          | colaborador     | Walcyr Carrasco                  |
| 2017 | O Outro Lado do Paraíso   | colaborador     | Walcyr Carrasco                  |
| 2016 | Êta Mundo Bom!            | colaborador     | Walcyr Carrasco                  |
| 2014 | Império                   | colaborador     | Aguinaldo Silva                  |
| 2013 | Saramandaia               | colaborador     | Ricardo Linhares                 |
| 2011 | Fina Estampa              | colaborador     | Aguinaldo Silva                  |
| 2011 | Insensato Coração         | colaborador     | Gilberto Braga Ricardo Linhares  |
| 2007 | Duas Caras                | colaborador     | Aguinaldo Silva                  |
| 2007 | Paraíso Tropical          | colaborador     | Gilberto Braga Ricardo Linhares  |
| 2004 | Senhora do Destino        | colaborador     | Aguinaldo Silva                  |
| 2003 | Agora É que São Elas      | colaborador     | Ricardo Linhares                 |
| 2002 | Coração de Estudante      | colaborador     | Emanuel Jacobina                 |
| 2001 | Porto dos Milagres        | colaborador     | Aguinaldo Silva Ricardo Linhares |
| 1999 | Andando nas Nuvens        | colaborador     | Euclydes Marinho                 |
| 1998 | Meu Bem Querer            | colaborador     | Ricardo Linhares                 |
| 1997 | A Indomada                | colaborador     | Aguinaldo Silva Ricardo Linhares |
| 1995 | A Comédia da Vida Privada | roteirista      | Vários roteiristas               |
| 1994 | Incidente em Antares      | autor principal | Charles Peixoto                  |
| 1994 | A Madona de Cedro         | colaborador     | Walther Negrão                   |

Como diretor e/ou roteirista de cinema
- 1998: Como Nascem os Anjos (somente roteirista)
- 1995: Vejo o Rio de Janeiro (curta)
- 1994: Samba do Grande Amor (episódio do longa Veja esta canção, somente roteirista)
- 1991: A Verdade (curta)
- 1991:  O inspetor Faustão e o Malandro - A missão (primeiro e única) "
- 1990: Viagem de Volta (somente roteirista)
- 1989: O Escurinho do Cinema (curta)
- 1987: A Voz da Felicidade (curta)
- 1986: A Cor do Seu Destino (somente roteirista)
- 1985: Sonho sem Fim (somente roteirista)
- 1985: Madame Cartô (curta)
- 1982: No Amor (curta)
- 1981: Deu pra Ti Anos 70 (longa em super-8)
- 1980: Sexo & Beethoven (curta em super-8)
- 1979: Meu Primo (curta em super-8)
- 1978: História, a Música de Nelson Coelho de Castro (curta em super-8)